# 주과테말라 중화민국 대사관
주과테말라 중화민국 대사관 (中華民國駐瓜地馬拉大使館) 은 중화민국 외교부가 과테말라의 수도인 과테말라시티에 설치한 대사관이다.

## 역사
- 1933년 6월 15일 중화민국과 과테말라 양국간의 외교관계가 정식으로 수립되었다. 1935년에 주과테말라 중화민국 총영사관(中華民國駐瓜地馬拉市總領事館)이 개설되었다.
- 1954년 12월 22일 과테말라 총영사관이 주과테말라 중화민국 공사관으로 승격되었다.
- 1960년 9월 1일 공사관이 승격하여 지금의 주과테말라 중화민국 대사관이 되었다.